# Franks Wild Years
Franks Wild Years — дев'ятий студійний альбом автора-виконавця Тома Вейтса, виданий у 1987 році.

## Про альбом
Назву Franks Wild Years альбом отримав від однойменної пісні з Swordfishtrombones. Підзаголовок Un Operachi Romantico in Two Acts підкреслює, що альбом задуманий як п'єса про якогось Френка О'Браєна. П'єса Тома проходила 1986 року в Чикаго, за підтримки компанії Steppenwolf Theatre Company. Пісні з альбому були використані в драматичних та детективних фільмах та серіалах: «Way Down in the Hole» у Дротах, «Temptation» і «Cold Cold Ground» у Леола, «Cold Cold Ground» у Забійному відділі.

## Список композицій
Автор музики і слів Том Вейтс, якщо не зазначено інше. 
| Перша сторона | Перша сторона                       | Перша сторона         | Перша сторона |
| #             | Назва                               | Автор                 | Тривалість    |
| ------------- | ----------------------------------- | --------------------- | ------------- |
| 1.            | «Hang on St. Christopher»           |                       | 2:46          |
| 2.            | «Straight to the Top (Rhumba)»      | Вейтс, Грег Коен      | 2:30          |
| 3.            | «Blow Wind Blow»                    |                       | 3:35          |
| 4.            | «Temptation»                        |                       | 3:53          |
| 5.            | «Innocent When You Dream (Barroom)» |                       | 4:15          |
| 6.            | «I'll Be Gone»                      | Вейтс, Кетлін Бреннан | 3:12          |
| 7.            | «Yesterday Is Here»                 | Вейтс, Бреннан        | 2:29          |
| 8.            | «Please Wake Me Up»                 | Вейтс, Бреннан        | 3:36          |
| 9.            | «Frank's Theme»                     |                       | 1:49          |

| Друга сторона | Друга сторона                  | Друга сторона | Друга сторона |
| #             | Назва                          | Автор         | Тривалість    |
| ------------- | ------------------------------ | ------------- | ------------- |
| 1.            | «More Than Rain»               |               | 3:52          |
| 2.            | «Way Down in the Hole»         |               | 3:30          |
| 3.            | «Straight to the Top (Vegas)»  | Вейтс, Коен   | 3:26          |
| 4.            | «I'll Take New York»           |               | 3:58          |
| 5.            | «Telephone Call from Istanbul» |               | 3:12          |
| 6.            | «Cold Cold Ground»             |               | 4:07          |
| 7.            | «Train Song»                   |               | 3:20          |
| 8.            | «Innocent When You Dream (78)» |               | 3:08          |

## Учасники запису
- Том Вейтс — вокал, фортепіано, гітара, меллотрон, барабани, Конга, бубон
- Франсіс Тамм — підготовлене фортепіано
- Моріс Теппер — гітара
- Ларрі Тейлор — бас-гітара, контрабас
- Вільям Шіммел — піаніно, акордеон
- Марк Рібо — гітара, банджо
- Лінн Джордан — бек-вокал
- Леслі Холланд — бек-вокал
- Девід Хігалдо — акордеон
- Грег Коен — бас-гітара, альт, аранжування
- Ральф Карні — саксофон, тенор-саксофон, скрипка
- Анжела Браун — бек-вокал
- Джей Андерсон — бас-гітара
- Майкл Блер — барабани, Конга, перкусія, маракас, марімба, дзвіночки
- Кетлін Бреннан — аранжування